# Conospermum sigmoideum
Conospermum sigmoideum (лат.) — кустарник, вид рода Коноспермум (Conospermum) семейства Протейные (Proteaceae), эндемик Западной Австралии. Цветёт с августа по сентябрь голубыми цветками.

## Ботаническое описание
Conospermum sigmoideum — редковетвистый прямостоячий кустарник высотой 20–50 см. Листья сигмовидные, 1,5–3,5 см длиной, 0,2–0,3 мм шириной, в зрелом возрасте с разбросанными волосками. Соцветие верхушечное с цветоносом, выходящее за пределы листьев. Представляет собой колосья из 5–10 цветков; прицветники округлые в сечении, восходящие, 15 мм длиной у основания соцветия, длина на вершине 5 мм, ширина 0,3–0,4 мм; прицветники тёмно-синие, длиной 2–2,25 мм, в основании густоопушённые. Околоцветник бледно-голубой; трубка длиной 5–6 мм, шириной под лопастями на 1–1,5 мм; верхняя губа 2–3 мм длиной, почти гладкая, за исключением слегка опушённой вершины; нижняя губа объединена на 0,75–1 мм.

## Таксономия
Впервые этот вид был описан в 1995 году Элеонорой Марион Беннетт во Flora of Australia по образцу, собранному Д. Бутчером в 1978 году в Национальном парке Фрэнк-Ханн.

## Распространение и местообитание
C. sigmoideum — эндемик Западной Австралии. Встречается в южном округе Голдфилдс-Эсперанс. Растёт на песчаных почвах. 